# Rychnůvek

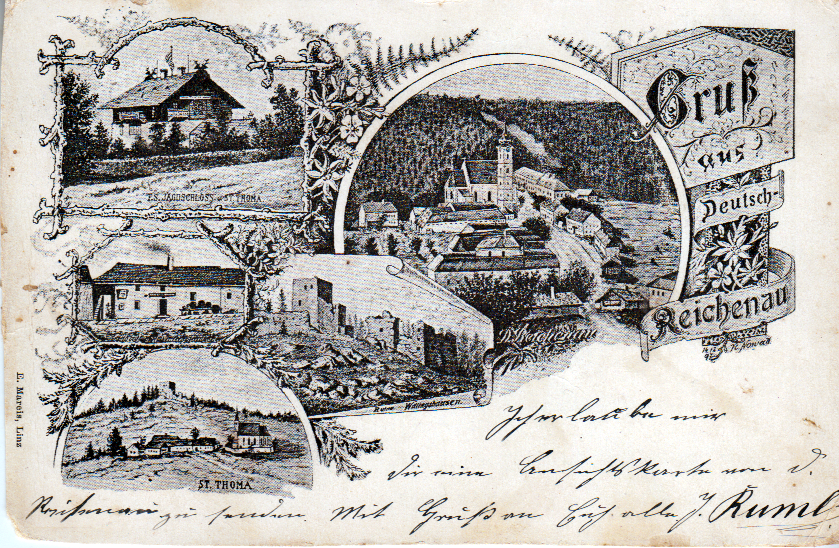
Ansichtskarte von Deutsch-Reichenau 1899

Rychnůvek, bis 1948 Německý Rychnov (deutsch Deutsch Reichenau, 1939–1945 Deutsch Reichenau bei Haslach), ist eine Wüstung im Okres Český Krumlov, Tschechien. Sie befindet sich auf dem Gebiet der Gemeinde Přední Výtoň zwischen der Moldau und der Grenze zu Österreich im Böhmerwald.

## Geographie
Rychnůvek lag teils zerstreut am Světlý potok (Zwettelbach). Durch das Gemeindegebiet floss der Schwarzenbergsche Schwemmkanal.

## Geschichte
Im Jahr 1379 wurde der Ort im Rosenberger Urbar erstmals urkundlich erwähnt. 1384 wurde die Kirche St. Wenzel als Pfarrkirche bezeichnet, so dass von einer wesentlich früheren Gründung auszugehen ist. Die Ortschaft lag am Salz-Handelsweg Goldener Steig vom österreichischen Haslach nach Friedberg.
Das Dorf gehörte ursprünglich zur Herrschaft Wittinghausen und wurde mit dieser Ende des 15. Jahrhunderts durch die Herren von Rosenberg der Herrschaft Krumau einverleibt. Deutsch Reichenau und die eingepfarrten Dörfer bildeten das sogenannte deutsche Gericht. Ab 1622 gehörte das Dorf den Fürsten von Eggenberg. 1673 wurde die Kirche umgebaut. Seit 1719 waren die Fürsten von Schwarzenberg die Grundherren.
Im Jahre 1840 bestand Teutsch-Reichenau bzw. Richnow aus 29 Häusern mit 243 deutschsprachigen Einwohnern. Unter fürstlichem Patronat standen die Dechantkirche des hl. Wenzel und die Schule. Außerdem gab es im Ort eine Mühle. Abseits lag die Käfermühle. Die Bewohner lebten von der Leineweberei, der Bleicherei und dem Handel. Teutsch-Reichenau war Pfarrort für Asang (Jasánky), Bernek (Pernek), Muckenschlag (Mukenslag), Multerberg (Mezilesí), Multerberger Waldhäuser (Multerberské Chalupy), Linden (Linda), Lindner Waldhäuser (Lindské Chalupy), Murau (Murov), Ober Markschlag (Horní Hraničná), Ottenschlag (Otov), Reiterschlag (Pasečná), Rosenau (Rožnov), Rosenhügel (Koranda), St. Thomas, Unter Markschlag (Dolní Hraničná) und Uresch (Horní Ureš). Bis zur Mitte des 19. Jahrhunderts blieb Teutsch-Reichenau der Allodialherrschaft Krumau untertänig.
Nach der Aufhebung der Patrimonialherrschaften bildete Deutsch Reichenau/Německý Rychnov ab 1849 einen Ortsteil der Gemeinde Reiterschlag im Gerichtsbezirk Hohenfurth. Ab 1868 gehörte das Dorf zum Bezirk Kaplitz. Im Jahre 1910 bestand Deutsch Reichenau aus 47 Häusern und hatte 326 Einwohner. 1921 lebten in den 46 Häusern des Dorfes 294 Personen. Im Oktober 1938 wurde Deutsch Reichenau in Folge des Münchner Abkommens dem Deutschen Reich zugeschlagen und gehörte zunächst zum Kreis Kaplitz. Im Jahr 1939 wurde die Gemeinde Reiterschlag dem Kreis Rohrbach zugeordnet, Deutsch Reichenau erhielt den Zusatz bei Haslach. Bis zum Jahre 1945 gehörten zur Pfarrei Deutsch Reichenau insgesamt 16 Ortschaften mit etwa 2100 Einwohnern.
Nach dem Ende des Zweiten Weltkriegs kam Německý Rychnov an die Tschechoslowakei zurück und wurde wieder dem Okres Kaplice zugeordnet. Zwischen dem 25. April und 15. November 1946 wurden aus der Pfarrei nahezu 1500 Deutsche ausgesiedelt; drei Jahre später zogen die restlichen 250 gebürtigen Österreicher nach Österreich um. Der Ort wurde nur in geringem Umfang mit Tschechen wiederbesiedelt. 1948 erfolgte die Umbenennung in Rychnůvek. 1950 lebten in den 35 Häusern des Dorfes 62 Personen. Im selben Jahre wurde die Gemeinde Reiterschlag im Zuge der Errichtung der Grenzzone aufgehoben; Rychnůvek wurde nach Frymburk eingemeindet. Danach verwaiste die Pfarrei und wurde als Teil der Westgrenze des Warschauer Pakts militärisches Sperrgebiet. Sämtliche Ortschaften, mit Ausnahme von Svatý Tomáš, wurden zerstört. Das Gebiet wurde später der wesentlich kleineren Nachbargemeinde Přední Výtoň (Vorder Heuraffl) zugeordnet.
Die Pfarrkirche St. Wenzel wurde zunächst nicht zerstört und als Stallung weiter genutzt, bevor sie in den
1960er Jahren gesprengt wurde. Nach dem Fall des Eisernen Vorhangs und dem Beitritt Tschechiens zum Schengener Abkommen wurden die Grenzen geöffnet, und das Gebiet ist ein Wandergebiet und Teil des Naturschutzparks Böhmerwald.